# Roland Garros (tennistoernooi)

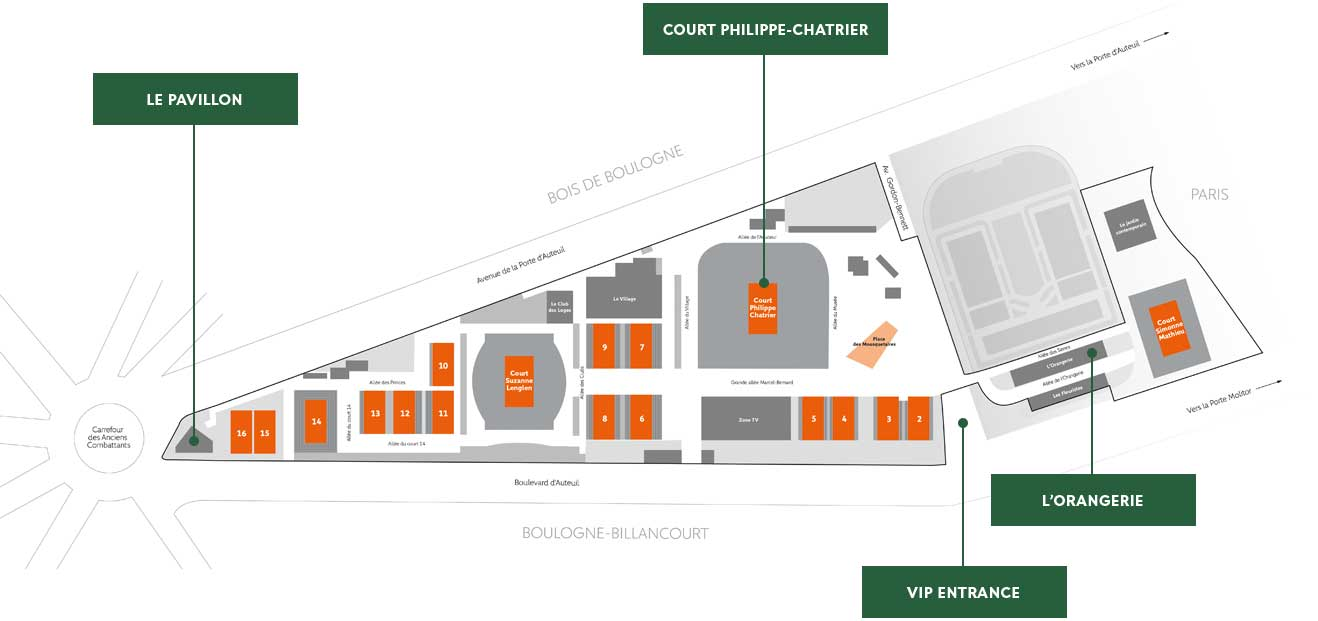
Plattegrond van het tenniscomplex

Roland Garros (ook wel de Open Franse Tenniskampioenschappen, oftewel French Open) is een jaarlijks terugkerend grandslamtennistoernooi, dat eind mei gehouden wordt in het Stade Roland-Garros, vlak bij de Porte d'Auteuil te Parijs.
Het toernooi staat onder auspiciën van de FFT (de Franse Tennisfederatie) en de ITF (de Internationale Tennisfederatie). De trofee voor het winnen van het vrouwentoernooi in het enkelspel is de Coupe Suzanne-Lenglen. De mannen kunnen de Coupe des Mousquetaires veroveren als ze de finale van het enkelspel winnen.
In 1891 werd het eerste Franse nationale tenniskampioenschap gehouden. In 1928 werd het nieuw gebouwde stadion postuum vernoemd naar de Franse vliegenier en oorlogsheld Eugène Roland Garros (1888-1918). De Franse spellingregels schrijven voor dat een koppelteken tussen de voor- en achternaam wordt gevoegd in plaats- of evenementsnamen die naar een persoon genoemd zijn. Daarom worden de naam van het stadion en het toernooi, anders dan de naam van de vliegenier zelf, gespeld als Roland-Garros.
Gewoonlijk is vrijwel de hele mondiale tennistop op dit toernooi vertegenwoordigd. Het programma omvat mannen- en vrouwenenkelspel, mannen- en vrouwendubbelspel, gemengd dubbelspel en een juniorentoernooi. Ook zijn er toernooien voor mannen- en vrouwen rolstoelenkel- en dubbelspel en voor de quads. Er wordt gespeeld op gravel. De accommodatie biedt plaats aan ongeveer 38.000 toeschouwers. De drie grootste speelvelden zijn Court Philippe-Chatrier (Centre Court), Court Suzanne-Lenglen en Court Simonne-Mathieu.

## Belgische en Nederlandse zeges
De Belgische Justine Henin won het toernooi vier keer, in 2003, 2005, 2006 en 2007. In 1927 won de Nederlandse Kea Bouman het toernooi. De Nederlandse Esther Vergeer won het rolstoel-enkelspel in totaal zes keer. Diede de Groot won viermaal de titel, Marjolein Buis en Jiske Griffioen wonnen het toernooi ieder eenmaal. Bij de heren in het rolstoel-enkelspel won Maikel Scheffers de editie van 2011 – bij de quads won Niels Vink tweemaal het toernooi.

## Records
De records tellen vanaf 1925, omdat er pas vanaf dat jaar ook andere nationaliteiten dan Fransen deelnemen.
|         | Meeste titels (enkel+dubbel)                                                                                     |
| ------- | --- |
| Mannen  | 14: Rafael Nadal (14 enkel)                                                                                      |
| Vrouwen | 13: Margaret Smith-Court (5 enkel, 4 dubbel, 4 gemengd) 11: / Martina Navratilova (2 enkel, 7 dubbel, 2 gemengd) |

|         | Meeste titels: enkelspel |
| ------- | ------------------------ |
| Mannen  | 14: Rafael Nadal         |
| Vrouwen | 7: Chris Evert           |

|         | Jongste titelwinnaars                      |
| ------- | ------------------------------------------ |
| Mannen  | 17 jaar en 3 maanden: Michael Chang (1989) |
| Vrouwen | 16 jaar en 6 maanden: Monica Seles (1990)  |

## Toernooi-informatie

### Locatie
Roland Garros wordt vanaf 1928 gehouden op het tenniscomplex Stade Roland-Garros.

### Tennisbal
Sinds 2020 is het Amerikaanse merk Wilson de officiële leverancier van de tennisballen op Roland Garros. Het huidige vijfjarige contract loopt tot en met 2025. Van 2011 tot en met 2019 was Babolat de officiële ballenleverancier. Tot en met 2010 was Dunlop de officiële leverancier van ballen op Roland Garros.

### Programmering
Tot en met de editie van 2019 bestond het toernooi alleen uit 'dagsessies', welke in de regel om 11:00 uur begonnen en eindigde bij de invallende duisternis rond ca. 21:30 uur. Tot en met 2019 was de wedstrijd met de laatste eindtijd vanwege de invallende duisternis, de partij Monfils-Fognini in 2010, die destijds werd gestaakt om 21:56 uur.
In 2020 werden voor het eerst twaalf tennisbanen voorzien van verlichting, waardoor de wedstrijden niet meer gestaakt hoefden te worden door de invallende duisternis. Waar voorheen bij regenonderbrekingen het aanvankelijke dagprogramma niet geheel kon worden afgewerkt, kon dit vanaf 2020 overwegend wel. Op dinsdag 29 september 2020 werd gelijk ook het record van de laatste eindtijd verbroken in de partij tussen Clara Burel en Arantxa Rus, die na middernacht eindigde om 00:10 uur. Op woensdag 7 oktober 2020 werd het record van de laatste eindtijd weer verbroken in de partij tussen Rafael Nadal en Jannik Sinner. Deze partij eindigde na middernacht om 01:26 uur. Er vonden tijdens deze editie van 2020 nog geen officiële avondsessies plaats. In 2024 werd dit record verbroken in de partij tussen Novak Djokovic en Lorenzo Musetti, welke eindigde op zondag 2 juni om 03:07 uur. Door de vele regenpauzes werd er die dag een extra (vijfde) wedstrijd op Court Philippe-Chatrier geprogrammeerd, waardoor het programma uitliep.
Tijdens de 2021-editie van Roland Garros werden voor het eerst officiële avondsessies geïntroduceerd. Van de eerste maandag tot en met de tweede woensdag van het toernooi werd elke avond om 21:00 uur één wedstrijd geprogrammeerd op de hoofdbaan Court Philippe-Chatrier. Er kwam kritiek op de late aanvangstijd van de avondsessies. In 2022 werden de avondsessies daarom vervroegd naar 20:45 uur en vanaf 2023 werden ze vervroegd naar 20:15 uur. In 2024 werd ook voor de eerste keer een avondsessie georganiseerd op de eerste zondag van het toernooi. De organisatie probeert de 'wedstrijd van de dag' als avondsessie te programmeren. Dikwijls programmeert de organisatie een mannenwedstijd in de avond, in 2022 bestonden 9 van de 10 avondsessies uit mannenwedstrijden. Dit stuitte op kritiek, maar heeft niet tot een ander beleid gezorgd bij de organisatie. Aangezien er voor de avondsessies separate tickets worden verkocht, is het voor de organisatie een 'risico' om een vrouwenwedstrijd te programmeren, die in 2 snelle sets voorbij zou kunnen zijn. De mannen spelen nu eenmaal best-of-five sets en de vrouwen best-of-three sets. Daarnaast heeft de Franse tennisbond (Fédération Française de Tennis) vanaf 2021 de uitzendrechten voor de avondwedstrijden in Frankrijk exclusief verkocht aan Amazon Prime. Naar verluidt heeft Amazon Prime invloed op de organisatie, welke wedstrijd zij in de avond programmeren.  

## Media

### Televisie
Roland Garros werd in 2020 uitgezonden op vijf continenten door 173 zenders in 222 gebieden. In 2019 werd het toernooi uitgezonden door 153 zenders. Roland Garros is het best bekeken jaarlijkse Franse sportevenement ter wereld.
Nederland
Roland Garros is in Nederland exclusief te zien op Eurosport. Eurosport zendt Roland Garros uit via de lineaire sportkanalen Eurosport 1 en Eurosport 2 en via de online streamingdiensten, discovery+ en HBO Max. Voorheen werd het toernooi ook door de NOS uitgezonden.
In artikel 5.1 van de Mediawet 2008 is geregeld dat evenementen van aanzienlijk belang voor de samenleving op een open televisieprogrammakanaal moeten worden verspreid. De finales van het mannen- en vrouwenenkelspel zijn in deze lijst opgenomen en moeten dus op een open televisiekanaal worden uitgezonden. Voor 1 januari 2016 stonden ook de wedstrijden enkelspel met Nederlandse deelname van de halve finales van Roland Garros op de evenementenlijst. Deze zijn echter van de lijst verdwenen omdat enkele partijen zwaarwegende bezwaren hiertegen hadden. Zij gaven aan dat bij de verkoop van de uitzendrechten nog niet duidelijk is of er sprake zal zijn van Nederlandse deelname. Hierdoor ontstaat onzekerheid over de waarde van deze uitzendrechten.

#### Frankrijk
In Frankrijk werd het toernooi voor het eerst uitgezonden op de commerciële televisiezender TF1. In 1987 werden de uitzendrechten overgedragen aan de publieke zenders Antenne 2 en FR3, die in 1992 onderdeel zouden worden van de nieuwe publieke omroep groep France Télévisions. Vanaf dat moment werd Antenne 2 omgedoopt in France 2 en FR3 in France 3. Tot op heden is de Franse publieke omroep nog steeds rechtenhouder van de televisierechten. De Franse publieke omroep zendt live wedstrijden uit van 11.00 tot 18.40 uur gedurende het twee weken durende toernooi. Traditionele samenvattingsprogramma's zoals Un jour à Roland-Garros, L'Image du jour en Retour à Roland-Garros worden dagelijks aan het einde van de avond uitgezonden.
In juli 2019 werden de tv-rechten voor de uitzending van de Open Franse Tenniskampioenschappen opnieuw toegekend aan France Télévisions voor de periode 2021-2023. De Franse publieke omroep zou echter niet meer de exclusieve rechtenhouder in Frankrijk zijn. De Franse tennisbond (Fédération Française de Tennis, FFT) heeft namelijk voor diezelfde periode van 2021-2023, de uitzendrechten voor de avondwedstrijden op Court Philippe-Chatrier en alle wedstrijden op Court Simonne-Mathieu, verkocht aan streamingsdienst Amazon Prime. De halve finales en de finales van het enkel-, dubbel en gemengd dubbelspel voor zowel mannen als vrouwen werden door beide rechterhouders uitgezonden.
In maart 2023 zijn beide uitzendovereenkomsten verlengd voor de periode 2024-2027, waarbij France Télévisions (France 2, France 3, France 4 en het digitale platform France.tv) de uitzendrechten heeft verworven van alle dagwedstrijden, inclusief de wedstrijden op Court Simonne-Mathieu. Amazon Prime heeft de exclusieve uitzendrechten verworven van de 11 avondsessies op Court Philippe-Chatrier. De halve finales en de finales van het enkel-, dubbel en gemengd dubbelspel voor zowel mannen als vrouwen worden weer door beide rechterhouders uitgezonden.
In 2006 werd de Philippe Chatrier-baan door France 3 Lille gedekt met vijftien camera's, waaronder twee vergrotingscamera's, een op afstand bediende camera op een rail en een op een afstandsbediening, evenals vier slowmotioncamera's. De baan Suzanne-Lenglen werd gedekt door de technische middelen van France 3 Marseille met tien camera's, waaronder een camera met vergrootlens en een camera met afstandsbediening. Baan 1 werd gedekt door de regiewagen van France 3 Rennes met vijftien camera's en twee slowmotioncamera's. Tot slot werden de banen 2 en 7 bestreken door respectievelijk vier en vijf camera's en één slowmotioncamera. De regie van France 3 Lyon versloeg de dagelijkse uitzendingen met elf camera's in de twee interviewstudio's, op het terras en in de commentaarcabines op de banen Philippe-Chatrier en Suzanne-Lenglen.
Elk jaar wordt Super Signal, een programma van de Franse Tennis Federatie voor buitenlandse televisiezenders, in meer dan honderd landen uitgezonden door partnerzenders. Aan de microfoon geven Fred Stolle, Wally Masur, Kerryn Pratt, Mark Woodforde en David Basheer commentaar op het evenement.
In 2020 deed France Télévisions in totaal 102 uur live verslag van het toernooi.

#### Verenigde Staten
Het evenement wordt live uitgezonden op een netwerk van Amerikaanse televisiezenders. De overeenkomsten tussen FFT en NBC zijn verlengd tot 2010 en ESPN2 heeft in 2006 meer dan 100 uur van de Franse Open uitgezonden.

### Radio
De Europese Radio-unie bezat de audiovisuele rechten voor Roland Garros in Europese gebieden buiten Frankrijk voor de periode 2008-2011. De EBU werd gekozen vanwege de aankoopprijs van de rechten en de gegarandeerde media-exposure van het evenement in Europa. Er was een contract getekend ter waarde van 56 miljoen euro over de periode 2008-2011, ofwel gemiddeld 14 miljoen euro per jaar. Gegarandeerde etherdekking van 120 tot 490 uur.

## Statistieken

### Mannenenkelspel

#### Finales (2018-heden)
|                             |                 | 2018             | 2018                | 2018                |                    | 2019               | 2019            | 2019             |                 | 2020                       | 2020                       | 2020                       |                 | 2021              | 2021               | 2021                   |               | 2022               | 2022                    | 2022                    |                         | 2023              | 2023 | 2023            |  | 2024                 | 2024 | 2024               |
| --------------------------- | --------------- | ---------------- | ------------------- | ------------------- | ------------------ | ------------------ | --------------- | ---------------- | --------------- | -------------------------- | -------------------------- | -------------------------- | --------------- | ----------------- | ------------------ | ---------------------- | ------------- | ------------------ | ----------------------- | ----------------------- | ----------------------- | ----------------- | ---- | --------------- |  | -------------------- | ---- | ------------------ |
| Spelers                     |                 | Rafael Nadal (1) |                     | Dominic Thiem (7))  |                    | Dominic Thiem (4)  |                 | Rafael Nadal (2) |                 | Novak Đoković (1)          |                            | Rafael Nadal (2)           |                 | Novak Đoković (1) |                    | Stéfanos Tsitsipás (5) |               | Rafael Nadal (5)   |                         | Casper Ruud (8)         |                         | Novak Đoković (3) |      | Casper Ruud (4) |  | Alexander Zverev (4) |      | Carlos Alcaraz (3) |
| Land                        | Vlag van Spanje |                  | Vlag van Oostenrijk | Vlag van Oostenrijk |                    | Vlag van Spanje    | Vlag van Servië |                  | Vlag van Spanje | Vlag van Servië            |                            | Vlag van Griekenland       | Vlag van Spanje |                   | Vlag van Noorwegen | Vlag van Servië        |               | Vlag van Noorwegen | Vlag van Duitsland      |                         | Vlag van Spanje         |                   |      |                 |  |                      |      |                    |
| Score                       | 6-4, 6-3, 6-2   | 6-4, 6-3, 6-2    | 6-4, 6-3, 6-2       | 3-6, 7-5, 1-6, 1-6  | 3-6, 7-5, 1-6, 1-6 | 3-6, 7-5, 1-6, 1-6 | 0-6, 2-6, 5-7   | 0-6, 2-6, 5-7    | 0-6, 2-6, 5-7   | 6-7(8), 2-6, 6-3, 6-2, 6-4 | 6-7(8), 2-6, 6-3, 6-2, 6-4 | 6-7(8), 2-6, 6-3, 6-2, 6-4 | 6-3, 6-3, 6-0   | 6-3, 6-3, 6-0     | 6-3, 6-3, 6-0      | 7-6, 6-3, 7-5          | 7-6, 6-3, 7-5 | 7-6, 6-3, 7-5      | 3-6, 6-2, 7-5, 1-6, 2-6 | 3-6, 6-2, 7-5, 1-6, 2-6 | 3-6, 6-2, 7-5, 1-6, 2-6 |                   |      |                 |  |                      |      |                    |
| Duur                        | 02u42           | 02u42            | 02u42               | 03u01               | 03u01              | 03u01              | 02u41           | 02u41            | 02u41           | 04u11                      | 04u11                      | 04u11                      | 02u18           | 02u18             | 02u18              | 03u13                  | 03u13         | 03u13              | 04u19                   | 04u19                   | 04u19                   |                   |      |                 |  |                      |      |                    |
| Leeftijd                    | 32 jaar         |                  | 24 jaar             | 25 jaar             |                    | 33 jaar            | 33 jaar         |                  | 34 jaar         | 35 jaar                    |                            | 22 jaar                    | 36 jaar         |                   | 23 jaar            | 36 jaar                |               | 24 jaar            | 27 jaar                 |                         | 21 jaar                 |                   |      |                 |  |                      |      |                    |
| Opslag                      |                 |                  |                     |                     |                    |                    |                 |                  |                 |                            |                            |                            |                 |                   |                    |                        |               |                    |                         |                         |                         |                   |      |                 |  |                      |      |                    |
| Aces                        |                 | 0                |                     | 7                   |                    | 7                  |                 | 3                |                 | 1                          |                            | 4                          |                 | 5                 |                    | 14                     |               | 1                  |                         | 0                       |                         | 11                |      | 4               |  | 8                    |      | 3                  |
| Dubbele fouten              | 3               | 5                | 1                   | 0                   | 4                  | 1                  | 3               | 4                | 3               | 1                          | 1                          | 1                          | 6               | 6                 |                    |                        |               |                    |                         |                         |                         |                   |      |                 |  |                      |      |                    |
| Eerste opslag               | 68%             | 58%              | 70%                 | 74%                 | 67%                | 65%                | 68%             | 62%              | 64%             | 64%                        | 73%                        | 68%                        | 73%             | 60%               |                    |                        |               |                    |                         |                         |                         |                   |      |                 |  |                      |      |                    |
| Winst% 1e opslag            | 82%             | 68%              | 58%                 | 73%                 | 50%                | 67%                | 78%             | 67%              | 82%             | 53%                        | 80%                        | 57%                        | 63%             | 65%               |                    |                        |               |                    |                         |                         |                         |                   |      |                 |  |                      |      |                    |
| Winst% 2e opslag            | 46%             | 35%              | 50%                 | 64%                 | 48%                | 66%                | 53%             | 50%              | 45%             | 31%                        | 63%                        | 66%                        | 33%             | 49%               |                    |                        |               |                    |                         |                         |                         |                   |      |                 |  |                      |      |                    |
| Hoogste snelheid            | 192 km/u        | 224 km/u         | 212 km/u            | 196 km/u            | 195 km/u           | 195 km/u           | 198 km/u        | 205 km/u         | 192 km/u        | 204 km/u                   | 209 km/u                   | 206 km/u                   | 222 km/u        | 216 km/u          |                    |                        |               |                    |                         |                         |                         |                   |      |                 |  |                      |      |                    |
| 1e opslag gem. snelheid     | 170 km/u        | 184 km/u         | 187 km/u            | 179 km/u            | 185 km/u           | 181 km/u           | 177 km/u        | 186 km/u         | 179 km/u        | 187 km/u                   | 184 km/u                   | 184 km/u                   | 207 km/u        | 197 km/u          |                    |                        |               |                    |                         |                         |                         |                   |      |                 |  |                      |      |                    |
| 2e opslag gem. snelheid     | 145 km/u        | 154 km/u         | 152 km/u            | 147 km/u            | 146 km/u           | 148 km/u           | 140 km/u        | 152 km/u         | 151 km/u        | 157 km/u                   | 143 km/u                   | 156 km/u                   | 165 km/u        | 162 km/u          |                    |                        |               |                    |                         |                         |                         |                   |      |                 |  |                      |      |                    |
| Ontvangende punten          |                 |                  |                     |                     |                    |                    |                 |                  |                 |                            |                            |                            |                 |                   |                    |                        |               |                    |                         |                         |                         |                   |      |                 |  |                      |      |                    |
| Breakpunten gewonnen        |                 | 5/17             |                     | 1/3                 |                    | 2/6                |                 | 7/13             |                 | 1/5                        |                            | 7/18                       |                 | 5/16              |                    | 3/8                    |               | 8/16               |                         | 2/3                     |                         | 3/10              |      | 1/4             |  | 6/23                 |      | 9/16               |
| Ontvangende punten gewonnen | 47/102          | 24/82            | 31/106              | 41/92               | 28/84              | 50/99              | 70/177          | 40/134           | 44/80           | 19/61                      | 42/106                     | 25/101                     | 66/159          | 60/133            |                    |                        |               |                    |                         |                         |                         |                   |      |                 |  |                      |      |                    |
| Punten uitsplitsing         |                 |                  |                     |                     |                    |                    |                 |                  |                 |                            |                            |                            |                 |                   |                    |                        |               |                    |                         |                         |                         |                   |      |                 |  |                      |      |                    |
| Winners                     |                 | 26               |                     | 34                  |                    | 31                 |                 | 38               |                 | 38                         |                            | 31                         |                 | 56                |                    | 61                     |               | 37                 |                         | 16                      |                         | 52                |      | 31              |  | 38                   |      | 52                 |
| Onnodige fouten             | 24              | 42               | 38                  | 31                  | 52                 | 14                 | 41              | 44               | 18              | 26                         | 32                         | 31                         | 60              | 45                |                    |                        |               |                    |                         |                         |                         |                   |      |                 |  |                      |      |                    |
| Geforceerde fouten          | 21              | 37               | 40                  | 20                  | 23                 | 25                 | 45              | 64               | 21              | 23                         | 26                         | 35                         | 41              | 56                |                    |                        |               |                    |                         |                         |                         |                   |      |                 |  |                      |      |                    |
| Netpunten gewonnen          | 16/18           | 8/15             | 12/15               | 23/27               | 18/27              | 9/17               | 19/30           | 19/31            | 17/22           | 13/23                      | 20/27                      | 14/20                      | 30/53           | 24/40             |                    |                        |               |                    |                         |                         |                         |                   |      |                 |  |                      |      |                    |
| Rally analyse               |                 |                  |                     |                     |                    |                    |                 |                  |                 |                            |                            |                            |                 |                   |                    |                        |               |                    |                         |                         |                         |                   |      |                 |  |                      |      |                    |
| Totale punten gewonnen      |                 | 105              | 100%                | 79                  |                    | 82                 | 100%            | 116              |                 | 77                         | 100%                       | 106                        |                 | 164               | 100%               | 147                    |               | 86                 | 100%                    | 55                      |                         | 118               | 100% | 89              |  | 139                  | 100% | 153                |
| 1-4 shots                   | 46              | 48%              | 43                  | 29                  | 40%                | 51                 | 25              | 43%              | 53              | 82                         | 54%                        | 85                         | 28              | 39%               | 27                 | 65                     | 48%           | 34                 | 71                      | 51%                     | 78                      |                   |      |                 |  |                      |      |                    |
| 5-8 shots                   | 38              | 33%              | 22                  | 27                  | 34%                | 40                 | 31              | 31%              | 26              | 49                         | 28%                        | 37                         | 34              | 34%               | 14                 | 32                     | 31%           | 33                 | 43                      | 31%                     | 47                      |                   |      |                 |  |                      |      |                    |
| 9+ shots                    | 19              | 17%              | 13                  | 26                  | 26%                | 25                 | 21              | 26%              | 27              | 33                         | 19%                        | 25                         | 24              | 27%               | 14                 | 21                     | 21%           | 22                 | 23                      | 17%                     | 28                      |                   |      |                 |  |                      |      |                    |